# Archiprezbiterat Nordeste
Archiprezbiterat Nordeste (pol. Północny wschód) − jeden z 10 wikariatów diecezji Coimbra, składający się z 67 parafii:
- Parafia w Aldeia das Dez
- Parafia w Alvares
- Parafia w Alvoco das Várzeas
- Parafia w Anceriz
- Parafia w Arganil
- Parafia w Avô
- Parafia w Barril de Alva
- Parafia w Ázere
- Parafia w Benfeita
- Parafia w Bobadela
- Parafia w Cabril
- Parafia w Cadafaz
- Parafia w Candosa
- Parafia w Carapinha
- Parafia w Celavisa
- Parafia w Cepos
- Parafia w Cerdeira
- Parafia w Coja
- Parafia w Colmeal
- Parafia w Covas
- Parafia w Covelo
- Parafia w Dornelas do Zêzere
- Parafia w Ervedal da Beira
- Parafia w Espariz
- Parafia w Fajão
- Parafia w Folques
- Parafia w Góis
- Parafia w Janeiro de Baixo
- Parafia w Lagares
- Parafia w Lagos da Beira
- Parafia w Lajeosa
- Parafia w Lourosa
- Parafia w Machio
- Parafia w Meda de Mouros
- Parafia w Meruge
- Parafia w Midões
- Parafia w Moura da Serra
- Parafia w Mouronho
- Parafia w Nogueira do Cravo
- Parafia w Oliveira do Hospital
- Parafia w Pampilhosa da Serra
- Parafia w Paradela da Cortiça
- Parafia w Penalva de Alva
- Parafia w Pessegueiro
- Parafia w Pinheiro de Coja
- Parafia w Piódão
- Parafia w Pomares
- Parafia w Pombeiro da Beira
- Parafia w Portela do Fojo
- Parafia w Póvoa de Midões
- Parafia w Santa Ovaia
- Parafia w São João da Boavista
- Parafia w São Martinho da Cortiça
- Parafia w São Paio de Gramaços
- Parafia w São Sebastião da Feira
- Parafia w Sarzedo
- Parafia w Secarias
- Parafia w Seixo da Beira
- Parafia w Sinde
- Parafia w Tábua
- Parafia w Teixeira
- Parafia w Travanca de Lagos
- Parafia w Unhais o Velho
- Parafia w Vidual de Cima
- Parafia w Vila Cova de Alva
- Parafia w Vila Nova do Ceira
- Parafia w Vila Pouca da Beira